# Николаевка (Павловский район)
Николаевка — село в Павловском районе Воронежской области Российской Федерации. Входит в Казинское сельское поселение.

## Название
Название произошло от Никольской церкви, располагавшейся в селе.

## География
Село, как и вся Воронежская область, живёт по Московскому времени.

## История
Село было основано в середине XVIII века. В 1858 году была построена каменная Никольская церковь, которая была разрушена в 1930-х годах.

## Население
| 1859 | 1890 | 1897  | 2009 | 2010 |
| ---- | ---- | ----- | ---- | ---- |
| 1516 | ↘819 | ↗1000 | ↘593 | ↘561 |

## Улицы
В селе 3 улицы (Мира, Молодёжная и Набережная) и площадь Победы.